# Speia vuteria
Speia vuteria là một loài bướm đêm trong họ Noctuidae.